# Stanislav Neumann (herec)
Stanislav Neumann starší (16. července 1902 Žižkov – 19. února 1975 Praha) byl český divadelní, rozhlasový a filmový herec.

## Život

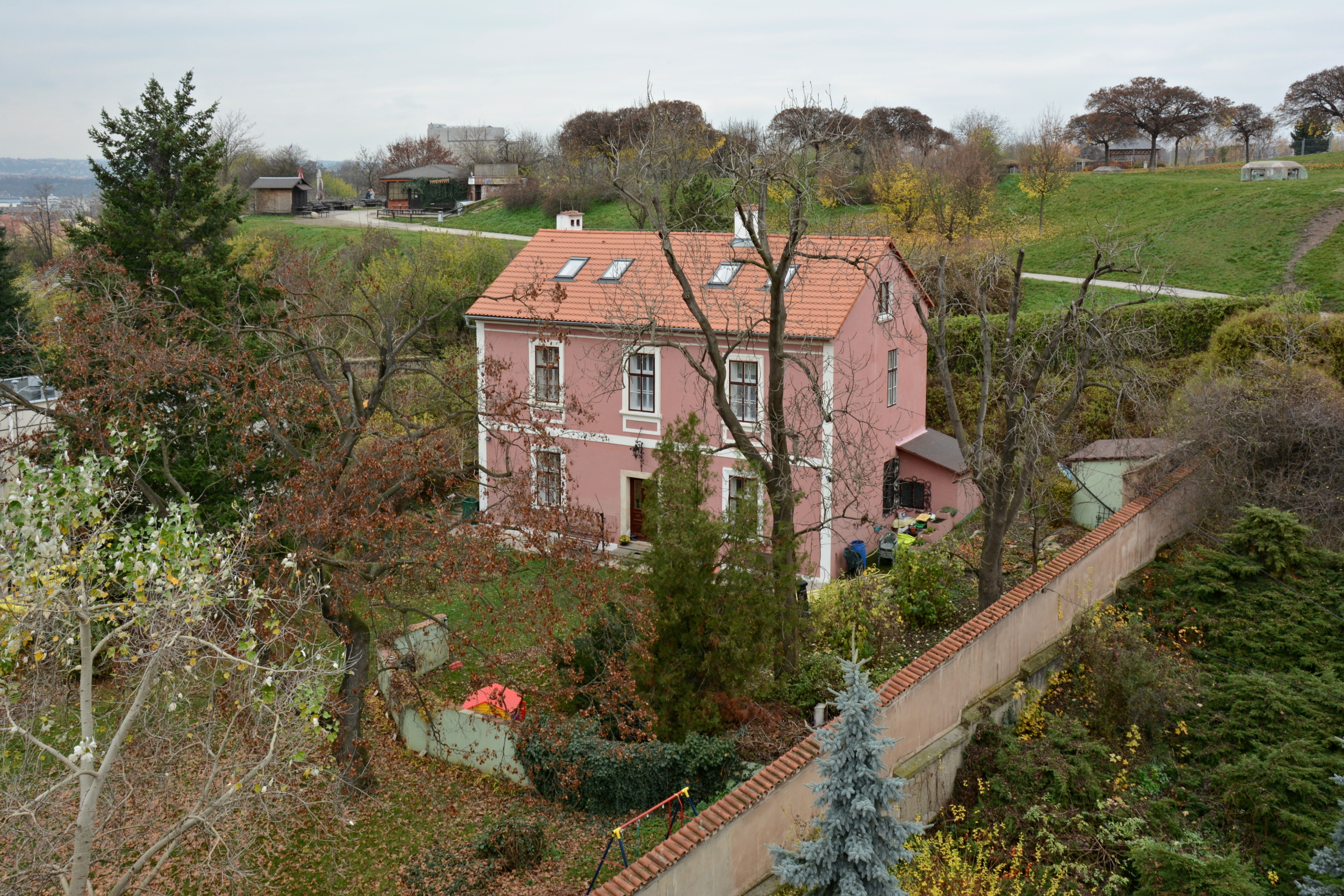
Vila v Chelčického ulici čp.45 v Praze na Žižkově, kde se herec narodil

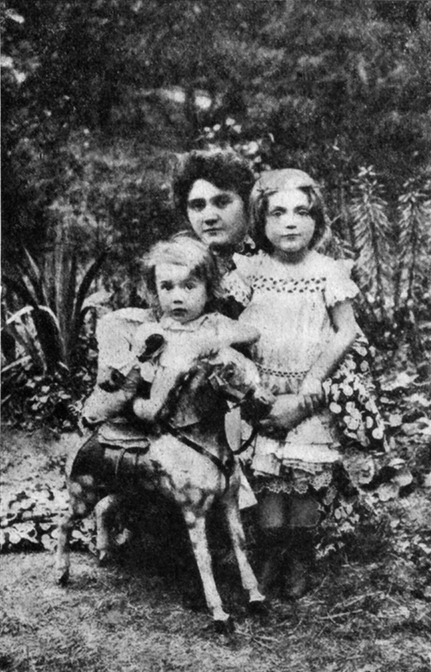
Kamilla Neumannová s dětmi: dcerou Lalou a synem Stanislavem v roce 1905

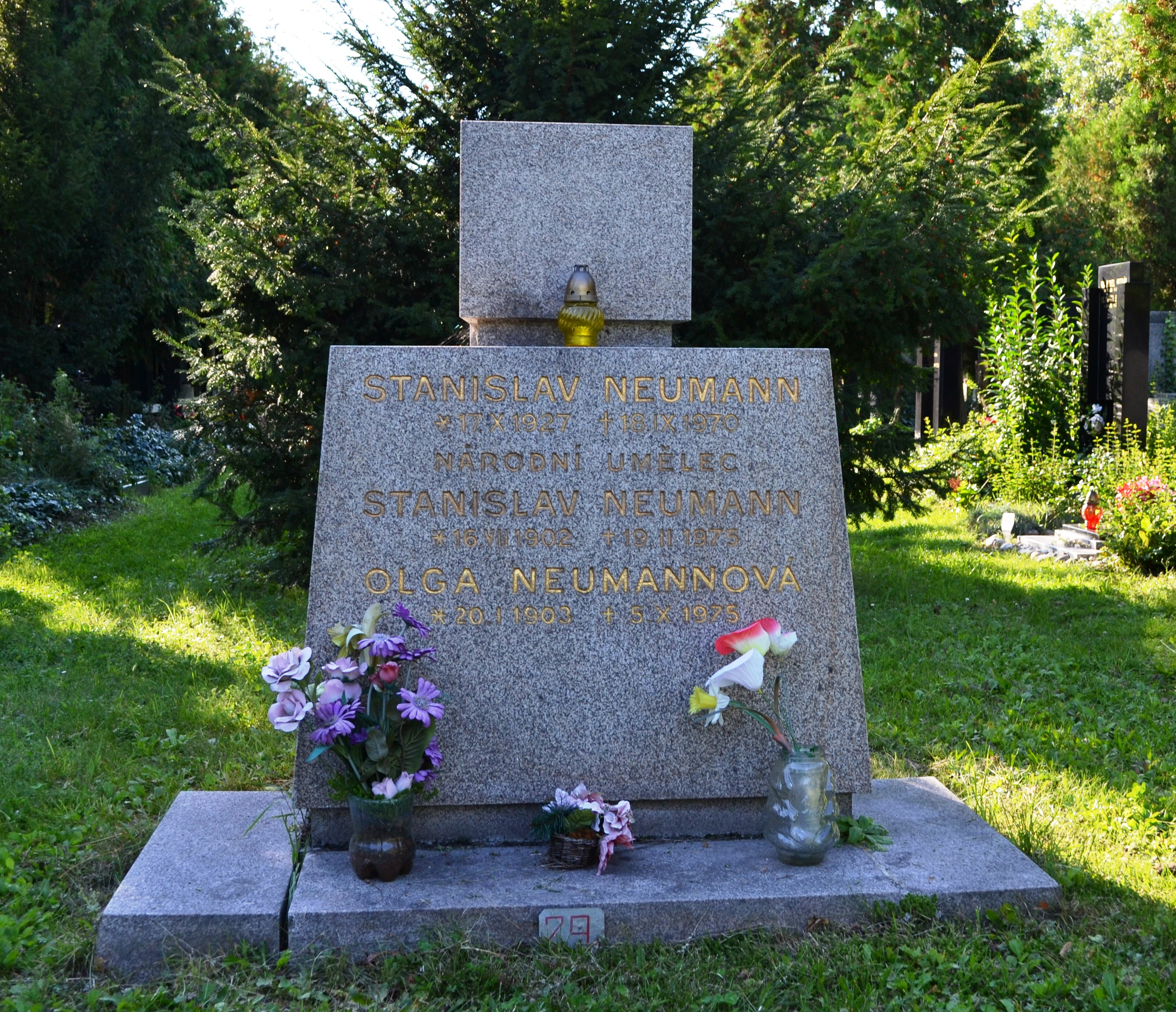
Hrob na Vinohradském hřbitově v Praze

Syn básníka Stanislava Kostky Neumanna a jeho první manželky Kamilly Neumannové, rozené Krémové, se narodil na pražském Žižkově v Chelčického ulici. Otec básníka Stanislava Neumanna, nevlastní bratr herečky Soni Neumannové, švagr režiséra Národního divadla Jana Škody.
Studoval na žižkovské reálce (zde maturita 1921), kde jeho profesorem němčiny byl pozdější divadelní kritik Jindřich Vodák. V roce 1921 nastoupil k Zöllnerově divadelní společnosti na Kladně, v tomtéž roce pak k řediteli Strouhalovi do Kladenského divadla. V sezóně 1921/1922 vystupoval v Ostravě, následně se vrátil na sezónu 1922/1923 opět na Kladno. Po prázdninách v roce 1923 nastoupil do kočovné společnosti ředitele Kosteleckého, po ukončení činnosti společnosti přešel k souboru Biblická scéna. V červnu roku 1924 z ní odešel a působil v Jihočeském divadle v Českých Budějovicích. Od podzimu 1924 do března 1925 byl na pozvání režiséra Karla Dostala členem sboru elévů Národního divadla.
V roce 1925 se stal členem souboru Zkušební scény na Žižkově, kde nejen hrál, ale byl i dramaturgem a režisérem. Příležitostně hostoval ve Švandově divadle a v Divadle na Vinohradech. Koncem roku 1925 přešel s Jiřím Frejkou a několika členy Zkušební scény do Divadla na Slupi, kde bylo ustanoveno Divadlo mladých, později přejmenované Jiřím Frejkou na Osvobozené divadlo. Na jaře 1926, krátce poté co se oženil, odešel Neumann z Osvobozeného divadla do Divadla Vlasty Buriana, kde působil do února 1927. Na pozvání režiséra K. H. Hilara se vrátil jako host do pražského Národního divadla a řádným členem činohry se zde stal 1. března 1927. V Národním divadle působil až do své smrti v roce 1975.
Během Pražského povstání doprovázel Stanislav Neumann nákladní auto plné zbraní a byl zajat oddílem SS. Uvězněn byl v loretánském klášteře a popraven měl být 9. 5. 1945, k čemuž už naštěstí nedošlo. Jeho jediný syn byl v tu dobu uvězněn v Terezíně. Hned po osvobození se Stanislav Neumann vydal do Terezína, kde svého syna našel a vážně nemocného jej dopravil do Prahy, čímž mu zachránil život.
V letech 1945 až 1953 vyučoval na dramatickém oddělení pražské konzervatoře a později působil i jako pedagog na Divadelní fakultě Akademie múzických umění v Praze. K jeho žákům patřili např. Jiřina Jirásková, Irena Kačírková, Jiří Vala, Luděk Kopřiva, Milan Friedl a Milan Neděla.
Již od roku 1928 účinkoval ve filmu (např. němé filmy Švejk v civilu, Plukovník Švec), úspěšně spolupracoval s rozhlasem a televizí.
Za svůj život vytvořil kolem 300 divadelních a 100 filmových postav.

### Neumann a KSČ
Po osvobození v roce 1945 se jako člen KSČ aktivně zapojil i do politické práce. V roce 1946, před květnovými volbami do Ústavodárného Národního shromáždění, vyjádřil svůj kladný postoj k této straně v předvolební stranické publikaci Můj poměr ke KSČ. Později podepsal prokomunistickou výzvu Kupředu, zpátky ni krok!, jež byla poprvé vydána dne 25. února 1948 pro podporu komunistického převratu. V roce 1949 byl zvolen delegátem IX. sjezdu KSČ a při té příležitosti napsal do ankety Mladé fronty: Strana je naším největším učitelem, naší vírou a pýchou. Strana nám dává naději, radost a sílu. Komunistou zůstal až do konce života, ještě i na počátku tzv. normalizace v roce 1970 byl „moudrým, ale nesmlouvavým rádcem" při stranických prověrkách. Komunistickým režimem byl oceňován.

## Ocenění
- 1953 titul zasloužilý umělec
- 1958 Řád práce
- 1965 titul národní umělec
- 1962 Řád republiky
- 1973 Řád Vítězného února

## Citát
| „                   | Vím, že jsem zůstal Tylovu Kalafunovi mnoho dlužen, i když jsem ho hrál nastokrát při vyprodaných hledištích v Národním i mimo Prahu. Ale Kalafuna byl a bude pro mne vždy velkým mezníkem na cestě za hledáním člověka na jevišti. | “ |
| — Stanislav Neumann | |   |

## Dílo

### Divadelní role
- 1924 William Shakespeare: Romeo a Julie, Bratr Jan, (jako člen sboru elévů), Národní divadlo, režie Karel Hugo Hilar
- 1925 Molière: Jiří Dandin, sluha Lubina, Zkušební scéna Žižkov, režie Jiří Frejka
- 1926 Carlo Gozzi: Rozmary lásky, Trufaldino, Divadlo mladých, režie Jiří Frejka
- 1926 Molière: Cirkus Dandin, sluha Lubin, Osvobozené divadlo, režie Jiří Frejka
- 1926 William Shakespeare: Blažena a Beneš, Konrád, (j. h. ), Národní divadlo, režie Karel Hugo Hilar
- 1930 J. K. Tyl: Strakonický dudák, Váša, Národní divadlo, režie Karel Dostal
- 1939 Karel Čapek: R. U. R., Damon, Stavovské divadlo, režie Karel Dostal
- 1940 Richard Brinsley Sheridan: Škola pomluv, Pan Snake, Prozatímní divadlo, režie Jiří Frejka
- 1942 T. M. Plautus: Lišák Pseudolus, Simo, Prozatímní divadlo, režie Jiří Frejka
- 1942 V. K. Klicpera: Zlý jelen, Strachoš, Národní divadlo, režie Jiří Frejka
- 1943 Ladislav Stroupežnický: Naši furianti, František Fiala, Národní divadlo, režie Aleš Podhorský
- 1945 Alois Jirásek: Lucerna, Pan Franc, Národní divadlo, režie Vojta Novák
- 1946 Molière: Šibalství Skapinova, Geront, Stavovské divadlo, režie Jaroslav Průcha
- 1946 Maxim Gorkij: Maloměšťáci, ptáčník Perčichin, Tylovo divadlo, režie Jindřich Honzl
- 1948 Jaroslav Kvapil: Princezna Pampeliška, Starší toho města, Stavovské divadlo, režie Jaroslav Kvapil
- 1948 V. K. Klicpera: Hadrián z Římsů, Tylovo divadlo, režie Josef Pehr
- 1950 J. K. Tyl: Strakonický dudák, Kalafuna, Tylovo divadlo, režie František Salzer
- 1950 Molière: Lakomec, Harpagon, Tylovo divadlo, režie Jaroslav Průcha a Antonín Dvořák
- 1953 Jan Drda: Hrátky s čertem, Omnimor, Národní divadlo, režie František Salzer
- 1954 Karel Čapek: Loupežník, Šefl, Tylovo divadlo, režie Alfréd Radok
- 1955 A. P. Čechov: Tři sestry, Ferapont, Tylovo divadlo, režie Zdeněk Štěpánek
- 1957 Karel Čapek: Bílá nemoc, První malomocný, Národní divadlo, režie František Salzer
- 1961 William Shakespeare: Král Lear, Šašek, Smetanovo divadlo, režie František Salzer
- 1963 William Shakespeare: Sen noci svatojánské, Poříz, Národní divadlo, režie Václav Špidla
- 1967 A. P. Čechov: Višňový sad, Firs, Tylovo divadlo, režie Jaromír Pleskot
- 1970 Ladislav Stroupežnický: Naši furianti, Petr Dubský, Tylovo divadlo, režie Vítězslav Vejražka
- 1973 J. K. Tyl: Paličova dcera, Starý Melichar, Národní divadlo, režie Jaromír Pleskot

## Filmografie

### Film
- 1934 U nás v Kocourkově – role: trestanec, režie: Miroslav Cikán
- 1935 Ať žije nebožtík – role: komorník Filip, režie: Martin Frič
- 1937 Děvčata, nedejte se! – role: podomek v penzionu Josef, režie: Hugo Haas, J. A. Holman
- 1938 Panenka – role: detektiv, režie: Robert Land
- 1938 Klapzubova XI. – role: profesor Šlejhar, režie: Ladislav Brom
- 1938 Cech panen kutnohorských – role: písař Václav Alexy, režie: Otakar Vávra
- 1938 Andula vyhrála – role: bratr Anduly Tonda Mráček, režie: Miroslav Cikán
- 1940 Babička – role: písař Piccolo, režie: František Čáp
- 1941 Provdám svou ženu – role: vrátný Havrda, režie: Miroslav Cikán
- 1945 Rozina sebranec – role: sklář Valeš, režie: Otakar Vávra
- 1946 Nezbedný bakalář – role: univerzitní pedel Jan, režie: Otakar Vávra
- 1947 Nikdo nic neví – role: kontrabasista Jan Koula, režie: Josef Mach
- 1948 Hostinec „U kamenného stolu“ – role: rada Dyndera, režie: Josef Gruss
- 1948 Železný dědek – role: zřízenec, režie: Václav Kubásek
- 1952 Pyšná princezna – role: král, režie: Bořivoj Zeman
- 1954 Nejlepší člověk – role: listonoš Choura, režie: Václav Wasserman, Ivo Novák
- 1955 Hudba z Marsu – role: malostranský dědeček, režie: Ján Kadár, Elmar Klos
- 1956 Hrátky s čertem – role: čert Omnimor, režie: Josef Mach
- 1956 Dobrý voják Švejk – role: starý lékař, režie: Karel Steklý
- 1956 Proti všem – role: sakristian, režie: Otakar Vávra
- 1957 Škola otců – role: školník, režie: Ladislav Helge
- 1959 Princezna se zlatou hvězdou – role: vrchní kuchař, režie: Martin Frič
- 1959 Dařbuján a Pandrhola – role: děda Pšuk, režie: Martin Frič

## Televize
- 1966 Čertouská poudačka (TV pohádka) – role: Chaloupecký

### Rozhlasové role, výběr
- 1956 Marie Kubátová: Krkonošské poudačky
- 1956 Marie Kubátová: Jak přišla basa do nebe
- 1959 Jan Drda: Zapomenutý čert, režie: Karel Weinlich, Československý rozhlas
- 1973 Molière: Lakomec, Harpagon Československý rozhlas, překlad: E. A. Saudek, pro rozhlas upravil: Dalibor Chalupa, osoby a obsazení: Harpagon (Stanislav Neumann), Kleant, jeho syn (Vladimír Brabec), Eliška, jeho dcera (Jana Drbohlavová), Valér (Josef Zíma), Mariana, jeho sestra (Eva Klepáčová), Anselm, jejich otec (Felix le Breux), Frosina, dohazovačka (Stella Zázvorková), kmotr Jakub, kočí a kuchař Harpagona (Josef Beyvl), kmotr Šimon, zprostředkovatel (Miloš Zavřel), Čipera, Kleantův sluha (Jaroslav Kepka), Propilvoves (Oldřich Dědek), Treska (Jiří Koutný), policejní komisař (Eduard Dubský) a hlášení a odhlášení (Hana Brothánková), dramaturgie: Jaroslava Strejčková, hudba: Vladimír Truc, režie: Jiří Roll.[14]

### Gramofonové nahrávky, výběr
- 1943 V. K. Klicpera: Zlý jelen, role: Strachoš
- 1945 Lope de Vega: Fuente Ovejuna (Vzbouření na vsi), Mengo
- 1955 Alois Jirásek: Lucerna, Michal
- 1955 Molière: Lakomec, Harpagon
- 1956 A. P. Čechov: Labutí píseň, Nikita
- 1962 Jan Drda: Zapomenutý čert, Trepifajksl – Mates